# Elecciones a las Cortes de Castilla y León de 2007
Las elecciones a las Cortes de Castilla y León de 2007 se celebraron el 27 de mayo de dicho año. En ellas, el Partido Popular, con Juan Vicente Herrera como candidato, conservó su hegemonía en las todas provincias castellanas y leonesas excepto en la provincia de León, si bien el PSOE solamente obtuvo 2.000 votos más. En estas elecciones el número de procuradores creció hasta situarse en 83. El aumento se debió al procurador número 15 por la provincia de Valladolid. Como dato anecdótico, con la constitución de las Cortes de Castilla y León salidas de las urnas en estas elecciones se estrenó la sede definitiva de las Cortes, la cual está situada en la ciudad de Valladolid. Esto supuso el abandono del Castillo de Fuensaldaña como sede legislativa provisional tras 24 años de actividad.
La mayoría absoluta que revalidó el PP en estas elecciones permitió que el presidente y candidato a la reelección por este partido, Juan Vicente Herrera, continuase al frente del ejecutivo regional con el único apoyo de los procuradores del PP.

## Resultados electorales
| ← Elecciones a las Cortes de Castilla y León de 2007 → |                                                                                         |                      |         |       |         |     |
| Presidente y gobierno | Partido                                                                                 | Candidato            | Votos   | %     | Escaños | +/- |
| - Presidente: Juan Vicente Herrera - Gobierno: PP - Censo: 2.177.222 - Votantes: 1.535.096 (70,7%) - Abstención: 636.096 (29,3%) - Válidos: 1.522.791 - A candidatura: 1.492.591 (97,23%) - Escaños: 83 | Partido Popular (PP)                                                                    | Juan Vicente Herrera | 748.746 | 50,16 | 48      | =   |
| - Presidente: Juan Vicente Herrera - Gobierno: PP - Censo: 2.177.222 - Votantes: 1.535.096 (70,7%) - Abstención: 636.096 (29,3%) - Válidos: 1.522.791 - A candidatura: 1.492.591 (97,23%) - Escaños: 83 | Partido Socialista Obrero Español (PSOE)                                                | Ángel Villalba       | 574.596 | 38,50 | 33      | +1  |
| - Presidente: Juan Vicente Herrera - Gobierno: PP - Censo: 2.177.222 - Votantes: 1.535.096 (70,7%) - Abstención: 636.096 (29,3%) - Válidos: 1.522.791 - A candidatura: 1.492.591 (97,23%) - Escaños: 83 | Unión del Pueblo Leonés (UPL)                                                           | Joaquín Otero        | 40.781  | 2,73  | 2       | =   |
| - Presidente: Juan Vicente Herrera - Gobierno: PP - Censo: 2.177.222 - Votantes: 1.535.096 (70,7%) - Abstención: 636.096 (29,3%) - Válidos: 1.522.791 - A candidatura: 1.492.591 (97,23%) - Escaños: 83 | Izquierda Unida - Los Verdes (IU-LV)                                                    | José Luis Conde      | 46.878  | 3,14  | 0       | =   |
| - Presidente: Juan Vicente Herrera - Gobierno: PP - Censo: 2.177.222 - Votantes: 1.535.096 (70,7%) - Abstención: 636.096 (29,3%) - Válidos: 1.522.791 - A candidatura: 1.492.591 (97,23%) - Escaños: 83 | Candidatura Independiente - El Partido de Castilla y León (CI)                          |                      | 16.435  | 1,10  | 0       |     |
| - Presidente: Juan Vicente Herrera - Gobierno: PP - Censo: 2.177.222 - Votantes: 1.535.096 (70,7%) - Abstención: 636.096 (29,3%) - Válidos: 1.522.791 - A candidatura: 1.492.591 (97,23%) - Escaños: 83 | Tierra Comunera (TC)                                                                    |                      | 16.069  | 1,08  | 0       |     |
| - Presidente: Juan Vicente Herrera - Gobierno: PP - Censo: 2.177.222 - Votantes: 1.535.096 (70,7%) - Abstención: 636.096 (29,3%) - Válidos: 1.522.791 - A candidatura: 1.492.591 (97,23%) - Escaños: 83 | Unión del Pueblo Salmantino (UPSa)                                                      |                      | 7.965   | 0,53  | 0       |     |
| - Presidente: Juan Vicente Herrera - Gobierno: PP - Censo: 2.177.222 - Votantes: 1.535.096 (70,7%) - Abstención: 636.096 (29,3%) - Válidos: 1.522.791 - A candidatura: 1.492.591 (97,23%) - Escaños: 83 | Los Verdes (VERDES)                                                                     |                      | 5.562   | 0,37  | 0       |     |
| - Presidente: Juan Vicente Herrera - Gobierno: PP - Censo: 2.177.222 - Votantes: 1.535.096 (70,7%) - Abstención: 636.096 (29,3%) - Válidos: 1.522.791 - A candidatura: 1.492.591 (97,23%) - Escaños: 83 | Los Verdes de Europa (LVE)                                                              |                      | 5.481   | 0,37  | 0       |     |
| - Presidente: Juan Vicente Herrera - Gobierno: PP - Censo: 2.177.222 - Votantes: 1.535.096 (70,7%) - Abstención: 636.096 (29,3%) - Válidos: 1.522.791 - A candidatura: 1.492.591 (97,23%) - Escaños: 83 | Partido Autonomista Leonés - Unidad Leonesista (PAL-UL)                                 |                      | 4.972   | 0,33  | 0       |     |
| - Presidente: Juan Vicente Herrera - Gobierno: PP - Censo: 2.177.222 - Votantes: 1.535.096 (70,7%) - Abstención: 636.096 (29,3%) - Válidos: 1.522.791 - A candidatura: 1.492.591 (97,23%) - Escaños: 83 | Iniciativa por el Desarrollo de Soria (IDES)                                            |                      | 3.760   | 0,25  | 0       |     |
| - Presidente: Juan Vicente Herrera - Gobierno: PP - Censo: 2.177.222 - Votantes: 1.535.096 (70,7%) - Abstención: 636.096 (29,3%) - Válidos: 1.522.791 - A candidatura: 1.492.591 (97,23%) - Escaños: 83 | Agrupación de Electores Independientes Zamoranos-Unión del Pueblo Zamorano (ADEIZA-UPZ) |                      | 3.241   | 0,22  | 0       |     |
| - Presidente: Juan Vicente Herrera - Gobierno: PP - Censo: 2.177.222 - Votantes: 1.535.096 (70,7%) - Abstención: 636.096 (29,3%) - Válidos: 1.522.791 - A candidatura: 1.492.591 (97,23%) - Escaños: 83 | Izquierda Republicana (IR)                                                              |                      | 2.941   | 0,20  | 0       |     |
| - Presidente: Juan Vicente Herrera - Gobierno: PP - Censo: 2.177.222 - Votantes: 1.535.096 (70,7%) - Abstención: 636.096 (29,3%) - Válidos: 1.522.791 - A candidatura: 1.492.591 (97,23%) - Escaños: 83 | Partido Regionalista del País Leonés (PREPAL)                                           |                      | 1.713   | 0,11  | 0       |     |
| - Presidente: Juan Vicente Herrera - Gobierno: PP - Censo: 2.177.222 - Votantes: 1.535.096 (70,7%) - Abstención: 636.096 (29,3%) - Válidos: 1.522.791 - A candidatura: 1.492.591 (97,23%) - Escaños: 83 | Democracia Nacional (DN)                                                                |                      | 1.522   | 0,10  | 0       |     |
| - Presidente: Juan Vicente Herrera - Gobierno: PP - Censo: 2.177.222 - Votantes: 1.535.096 (70,7%) - Abstención: 636.096 (29,3%) - Válidos: 1.522.791 - A candidatura: 1.492.591 (97,23%) - Escaños: 83 | Partido de El Bierzo (PB)                                                               |                      | 1.427   | 0,10  | 0       |     |
| - Presidente: Juan Vicente Herrera - Gobierno: PP - Censo: 2.177.222 - Votantes: 1.535.096 (70,7%) - Abstención: 636.096 (29,3%) - Válidos: 1.522.791 - A candidatura: 1.492.591 (97,23%) - Escaños: 83 | Alternativa Segoviana Independiente (ASI)                                               |                      | 1.214   | 0,08  | 0       |     |
| - Presidente: Juan Vicente Herrera - Gobierno: PP - Censo: 2.177.222 - Votantes: 1.535.096 (70,7%) - Abstención: 636.096 (29,3%) - Válidos: 1.522.791 - A candidatura: 1.492.591 (97,23%) - Escaños: 83 | Ciudadanos de Burgos (CIBU)                                                             |                      | 1.148   | 0,08  | 0       |     |
| - Presidente: Juan Vicente Herrera - Gobierno: PP - Censo: 2.177.222 - Votantes: 1.535.096 (70,7%) - Abstención: 636.096 (29,3%) - Válidos: 1.522.791 - A candidatura: 1.492.591 (97,23%) - Escaños: 83 | Falange Española de las JONS (FE de las JONS)                                           |                      | 1.147   | 0,08  | 0       |     |
| - Presidente: Juan Vicente Herrera - Gobierno: PP - Censo: 2.177.222 - Votantes: 1.535.096 (70,7%) - Abstención: 636.096 (29,3%) - Válidos: 1.522.791 - A candidatura: 1.492.591 (97,23%) - Escaños: 83 | Partido Comunista del Pueblo Castellano (PCPC)                                          |                      | 1.121   | 0,08  | 0       |     |
| - Presidente: Juan Vicente Herrera - Gobierno: PP - Censo: 2.177.222 - Votantes: 1.535.096 (70,7%) - Abstención: 636.096 (29,3%) - Válidos: 1.522.791 - A candidatura: 1.492.591 (97,23%) - Escaños: 83 | Partido Regionalista de El Bierzo (PRB)                                                 |                      | 1.028   | 0,07  | 0       |     |
| - Presidente: Juan Vicente Herrera - Gobierno: PP - Censo: 2.177.222 - Votantes: 1.535.096 (70,7%) - Abstención: 636.096 (29,3%) - Válidos: 1.522.791 - A candidatura: 1.492.591 (97,23%) - Escaños: 83 | Unidad Regionalista de Castilla y León (URCL)                                           |                      | 914     | 0,06  | 0       |     |
| - Presidente: Juan Vicente Herrera - Gobierno: PP - Censo: 2.177.222 - Votantes: 1.535.096 (70,7%) - Abstención: 636.096 (29,3%) - Válidos: 1.522.791 - A candidatura: 1.492.591 (97,23%) - Escaños: 83 | Coalición Zamora Unida - Unión del Pueblo Leonés (ZU-UPL)                               |                      | 738     | 0,05  | 0       |     |
| - Presidente: Juan Vicente Herrera - Gobierno: PP - Censo: 2.177.222 - Votantes: 1.535.096 (70,7%) - Abstención: 636.096 (29,3%) - Válidos: 1.522.791 - A candidatura: 1.492.591 (97,23%) - Escaños: 83 | Centro Democrático y Social (CDS)                                                       |                      | 713     | 0,05  | 0       |     |
| - Presidente: Juan Vicente Herrera - Gobierno: PP - Censo: 2.177.222 - Votantes: 1.535.096 (70,7%) - Abstención: 636.096 (29,3%) - Válidos: 1.522.791 - A candidatura: 1.492.591 (97,23%) - Escaños: 83 | La Falange (FE)                                                                         |                      | 559     | 0,04  | 0       |     |
| - Presidente: Juan Vicente Herrera - Gobierno: PP - Censo: 2.177.222 - Votantes: 1.535.096 (70,7%) - Abstención: 636.096 (29,3%) - Válidos: 1.522.791 - A candidatura: 1.492.591 (97,23%) - Escaños: 83 | Agrupación Ciudadana (AGRUCI)                                                           |                      | 523     | 0,04  | 0       |     |
| - Presidente: Juan Vicente Herrera - Gobierno: PP - Censo: 2.177.222 - Votantes: 1.535.096 (70,7%) - Abstención: 636.096 (29,3%) - Válidos: 1.522.791 - A candidatura: 1.492.591 (97,23%) - Escaños: 83 | Partido Humanista (PH)                                                                  |                      | 462     | 0,03  | 0       |     |
| - Presidente: Juan Vicente Herrera - Gobierno: PP - Censo: 2.177.222 - Votantes: 1.535.096 (70,7%) - Abstención: 636.096 (29,3%) - Válidos: 1.522.791 - A candidatura: 1.492.591 (97,23%) - Escaños: 83 | Centro Democrático Liberal (CDL)                                                        |                      | 330     | 0,02  | 0       |     |
| - Presidente: Juan Vicente Herrera - Gobierno: PP - Censo: 2.177.222 - Votantes: 1.535.096 (70,7%) - Abstención: 636.096 (29,3%) - Válidos: 1.522.791 - A candidatura: 1.492.591 (97,23%) - Escaños: 83 | Unión Centrista Liberal (UCL)                                                           |                      | 315     | 0,02  | 0       |     |
| - Presidente: Juan Vicente Herrera - Gobierno: PP - Censo: 2.177.222 - Votantes: 1.535.096 (70,7%) - Abstención: 636.096 (29,3%) - Válidos: 1.522.791 - A candidatura: 1.492.591 (97,23%) - Escaños: 83 | Falange Auténtica (FA)                                                                  |                      | 290     | 0,02  | 0       |     |
| - Presidente: Juan Vicente Herrera - Gobierno: PP - Censo: 2.177.222 - Votantes: 1.535.096 (70,7%) - Abstención: 636.096 (29,3%) - Válidos: 1.522.791 - A candidatura: 1.492.591 (97,23%) - Escaños: 83 | En blanco                                                                               | N/A                  |         |       | N/A     | N/A |
| - Presidente: Juan Vicente Herrera - Gobierno: PP - Censo: 2.177.222 - Votantes: 1.535.096 (70,7%) - Abstención: 636.096 (29,3%) - Válidos: 1.522.791 - A candidatura: 1.492.591 (97,23%) - Escaños: 83 | Nulos                                                                                   | N/A                  |         |       | N/A     | N/A |

### Datos generales
| Provincia  | Participación | Votos en blanco | Votos nulos |
| ---------- | ------------- | --------------- | ----------- |
| Ávila      | 76,79%        | 1,77%           | 0,97%       |
| Burgos     | 69,43%        | 2,51%           | 0,89%       |
| León       | 71,50%        | 1,75%           | 0,70%       |
| Palencia   | 74,51%        | 2,10%           | 0,89%       |
| Salamanca  | 71,98%        | 1,92%           | 0,78%       |
| Segovia    | 77,00%        | 2,10%           | 1,07%       |
| Soria      | 71,67%        | 2,79%           | 1,05%       |
| Valladolid | 72,65%        | 1,92%           | 0,66%       |
| Zamora     | 73,70%        | 1,78%           | 0,75%       |
| Total      | 72,58%        | 2,00%           | 0,81%       |

### Reparto de escaños
| Provincia  | PP | PSOE | UPL | TOTAL |
| ---------- | -- | ---- | --- | ----- |
| Ávila      | 5  | 2    | 0   | 7     |
| Burgos     | 7  | 4    | 0   | 11    |
| León       | 6  | 6    | 2   | 14    |
| Palencia   | 4  | 3    | 0   | 7     |
| Salamanca  | 7  | 4    | 0   | 11    |
| Segovia    | 4  | 2    | 0   | 6     |
| Soria      | 3  | 2    | 0   | 5     |
| Valladolid | 8  | 7    | 0   | 15    |
| Zamora     | 4  | 3    | 0   | 7     |
| Total      | 48 | 33   | 2   | 83    |

## Elección e investidura del Presidente de la Junta
La votación para la investidura del Presidente de la Junta en las Cortes de Castilla y León tuvo el siguiente resultado:
| Candidato                 | Fecha                                                   | Voto       |    |    | UPL | Total |
| ------------------------- | ------------------------------------------------------- | ---------- | -- | -- | --- | ----- |
| Juan Vicente Herrera (PP) | 27 de junio de 2007 Mayoría requerida: Absoluta (42/83) | Sí         | 48 |    |     | 48/83 |
| Juan Vicente Herrera (PP) | 27 de junio de 2007 Mayoría requerida: Absoluta (42/83) | No         |    | 33 | 2   | 35/83 |
| Juan Vicente Herrera (PP) | 27 de junio de 2007 Mayoría requerida: Absoluta (42/83) | Abstención |    |    |     | 0/83  |